# Faust (Goethe)
(Francesco De Sanctis, Storia della letteratura italiana [1870], Morano, Napoli 1890, p. 85.)
Faust è un dramma in versi di Johann Wolfgang von Goethe. Pubblicato nel 1808, è una delle opere più famose di Goethe, ritenuta inoltre una delle più importanti della letteratura europea e mondiale.
Si ispira alla tradizionale figura del Dottor Faust della tradizione letteraria europea. Il poema racconta il patto tra Faust e Mefistofele e il loro viaggio alla scoperta dei piaceri e delle bellezze del mondo. È una chiara condanna del periodo della rivoluzione francese.

## Storia editoriale

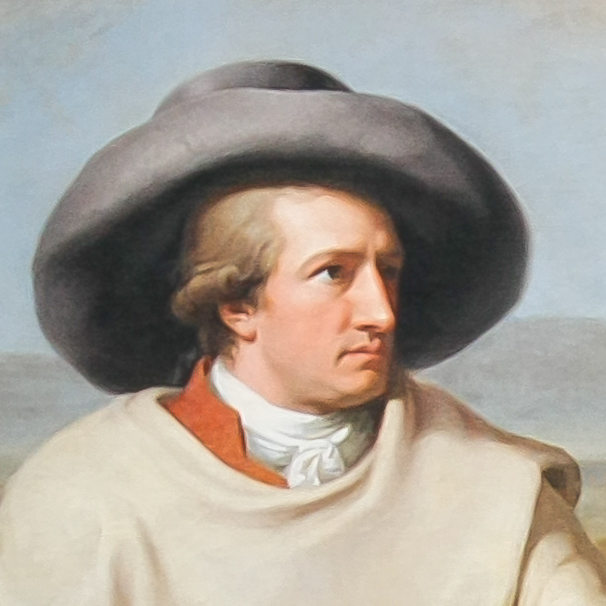
Goethe

Johann Wolfgang von Goethe lavorò al suo Faust per sessant'anni, dal 1772 al 1832, costruendo un'opera monumentale che consacra il suo autore come il massimo scrittore di lingua tedesca e imprimendo il suo personaggio nell'immaginario collettivo come simbolo dell'anima moderna.
L'opera fu scritta in tre momenti successivi:
- l'Urfaust, scritto tra il 1773 e il 1775, influenzato dalle rappresentazioni del Faust di Christopher Marlowe a cui il giovane Goethe aveva assistito sotto forma di teatro delle marionette (vedi Dottor Faust per il personaggio storico). L'Urfaust appartiene culturalmente alla corrente letteraria tedesca dello Sturm und Drang e venne pubblicato, con alcune aggiunte, nel 1790 sotto il nome di "Faust. Ein Fragment".
- Più tardi (1808) pubblicò un ulteriore seguito, che già ricade nella corrente letteraria del classicismo, "Faust. Erster Teil" (Faust. Prima parte): viene aggiunto il Prologo in cielo e sono apportate modifiche significative all'Urfaust. Così Mefistofele appare a Faust promettendogli di fargli vivere un attimo di piacere tale da fargli desiderare che quell'attimo non trascorra mai. In cambio avrebbe avuto la sua anima. Faust è sicuro di sé: tale è la sua brama di piacere, azione e conoscenza, che è convinto che nulla mai al mondo lo sazierà tanto da fargli desiderare di fermare quell'attimo. Mefistofele gli fa conoscere la giovane Margarete (Margherita) - detta Gretelchen (Margheritina) e Gretchen (Greta) - la quale si innamora perdutamente di Faust, inconsapevole del fatto che lo slancio (in tedesco Streben) che ispira Faust è nient'altro che il dominio della materia e la ricerca del piacere. La sorte di Margherita sarà tragica.
- In Faust. Zweiter Teil (Faust. Seconda parte, 1832) la scena si allarga per celebrare l'unione tra letteratura classicistica e mondo classico: Faust seduce e viene sedotto da Elena di Troia.

L'opera nel suo complesso risulta di 12.111 versi.
L'opera ebbe un successo straordinario grazie anche alla piena comprensione da parte dell'autore dell'anima moderna, protesa verso ideali sempre più elevati e il dramma diventa un compendio non solo del sapere filosofico ma anche degli ideali politici, morali ed estetici. 

## Trama
(Goethe, Faust, vv. 1-6)
La dedica dell'opera, scritta nel giugno 1797, è rivolta da Goethe agli «amici e i primi amori» della sua gioventù che riemergono «allo sguardo offuscato», la cui nostalgia muove il suo canto come il vento smuove e fa suonare l'arpa eolia.

### Prologo sul teatro
L'impresario di una compagnia di teatro discute animatamente con un anziano poeta e un attore faceto. Cosa assicura la buona riuscita di uno spettacolo? L'attore sostiene che l'opera dovrebbe andare incontro il più possibile alle aspettative della gente, secondo il poeta invece ciò che conta è l'ispirazione, che non deve curarsi del plauso degli spettatori. L'impresario decide per uno spettacolo che abbia un forte impatto sul pubblico.

### Prologo in cielo
Tre arcangeli ammirano l'opera del Creatore, «insondabile» come la sua Mente, mentre Mefistofele (un diavolo) la critica nel vedere che l'uomo si tormenta usando il «lume celeste», cioè la ragione, «solo per essere più bestia di ogni bestia». Mefistofele vuole scommettere con Dio che riuscirà a portare alla perdizione l'integerrimo medico-teologo Faust; Dio non accetta la scommessa (essendo Dio, non si abbassa a scendere a patti né a scommettere con alcuno) ma gli concede il permesso di tormentare Faust, così che il dottore non sia mai indotto a riposarsi o arrendersi: «finché vive sulla terra, ciò non ti sarà vietato; erra l'uomo finché cerca», poiché solo sbagliando egli si approssima alla verità. Dio sa che Faust è un uomo buono, ed è fiducioso che si salverà comunque.

### Prima parte
(Mefistofele)

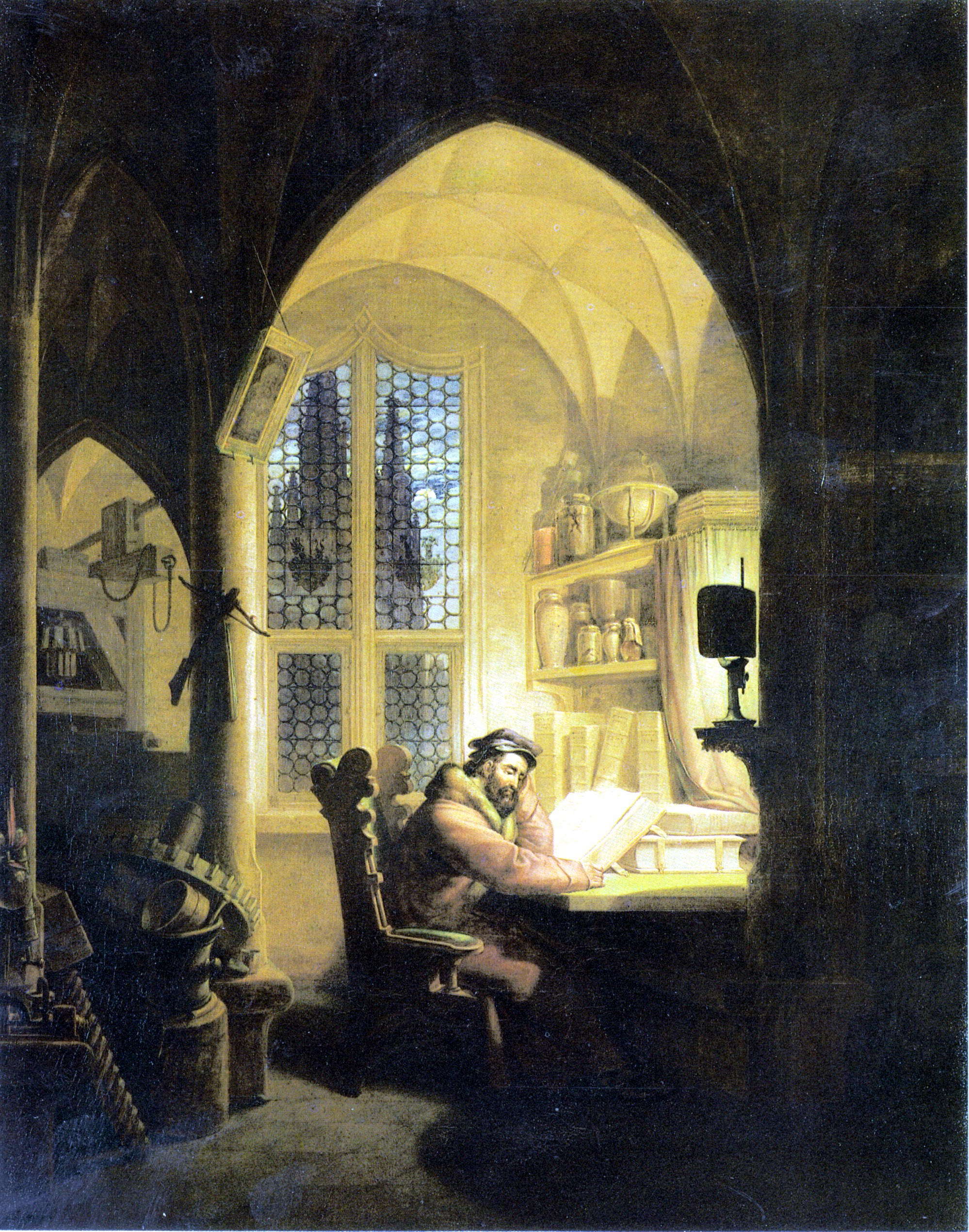
L'ambientazione del Faust è quella di un interno con alte volte gotiche, simile allo studio di un alchimista.

Nonostante la sua eminenza scientifica, il dottor Faust è annoiato e deluso dalla vita e dalla finitezza umana: dopo aver studiato filosofia, alchimia, diritto, medicina, teologia, che gli consentono soltanto di fingersi sapiente, è convinto di saperne quanto prima, e che in fondo «nulla ci è dato sapere». Per questo si è «dato alla magia», nella speranza che qualche spirito lo aiuti a penetrare i segreti della Natura. Scorgendo in un libro il segno del macrocosmo, simboleggiante la totalità della creazione, si inebria di una tale visione, subito però allontanata trattandosi solo di uno «scenario». Rivoltando con dispetto le pagine, si imbatte allora nel disegno dello spirito elementale della terra, forza immanente della Natura che «tesse la veste vivente di Dio»; colto da ispirazione, lo invoca, ma non riesce a reggerne la vista.

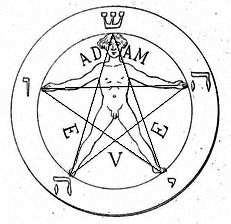
Il pentagramma, simbolo del macrocosmo

Subentra il suo assistente Wagner, raffigurato come fiducioso nel progresso umano della conoscenza. Faust, tra sé e sé, schernisce la sua illusione che basti tramandare la parola scritta per elevare sempre più in alto lo scibile umano: se una parte dell'uomo vuol sollevarsi dalla polvere, l'altra si aggrappa al mondo in una bramosia d'amore: «due anime vivono nel mio petto».
I suoi cupi pensieri spingono Faust a «volgere le spalle al dolce sole della terra» e ad avvelenarsi. Mentre porta alle labbra la coppa del veleno, però, ode un suono di campane e di cori religiosi annuncianti il giorno di Pasqua, che gli fanno tornare alla mente la sua infanzia, quando prestava servizio in chiesa. Desiste, allora, dal suicidio.
Brevi dialoghi di personaggi di ogni età e ceto sociale, dipinti da Goethe con magistrale realismo, descrivono l'ambientazione storica. Faust riceve elogi e ringraziamenti per essersi più volte prodigato con suo padre nella cura delle epidemie, ma confida a Wagner di non meritarli perché, in realtà, «con pozioni infernali, funestammo queste valli assai più della peste».
Calata la notte, dopo che un cane nero lo ha seguito fin dentro lo studio, Faust alla ricerca di un'ispirazione apre il Nuovo Testamento e vi legge il prologo di Giovanni: «in principio era il Verbo». Sforzandosi di tradurlo in maniera più consona, intuisce che il Principio della realtà non sia propriamente la «parola», né il «pensiero», né la «forza», bensì l'«atto»: l'azione nel suo farsi dinamico.

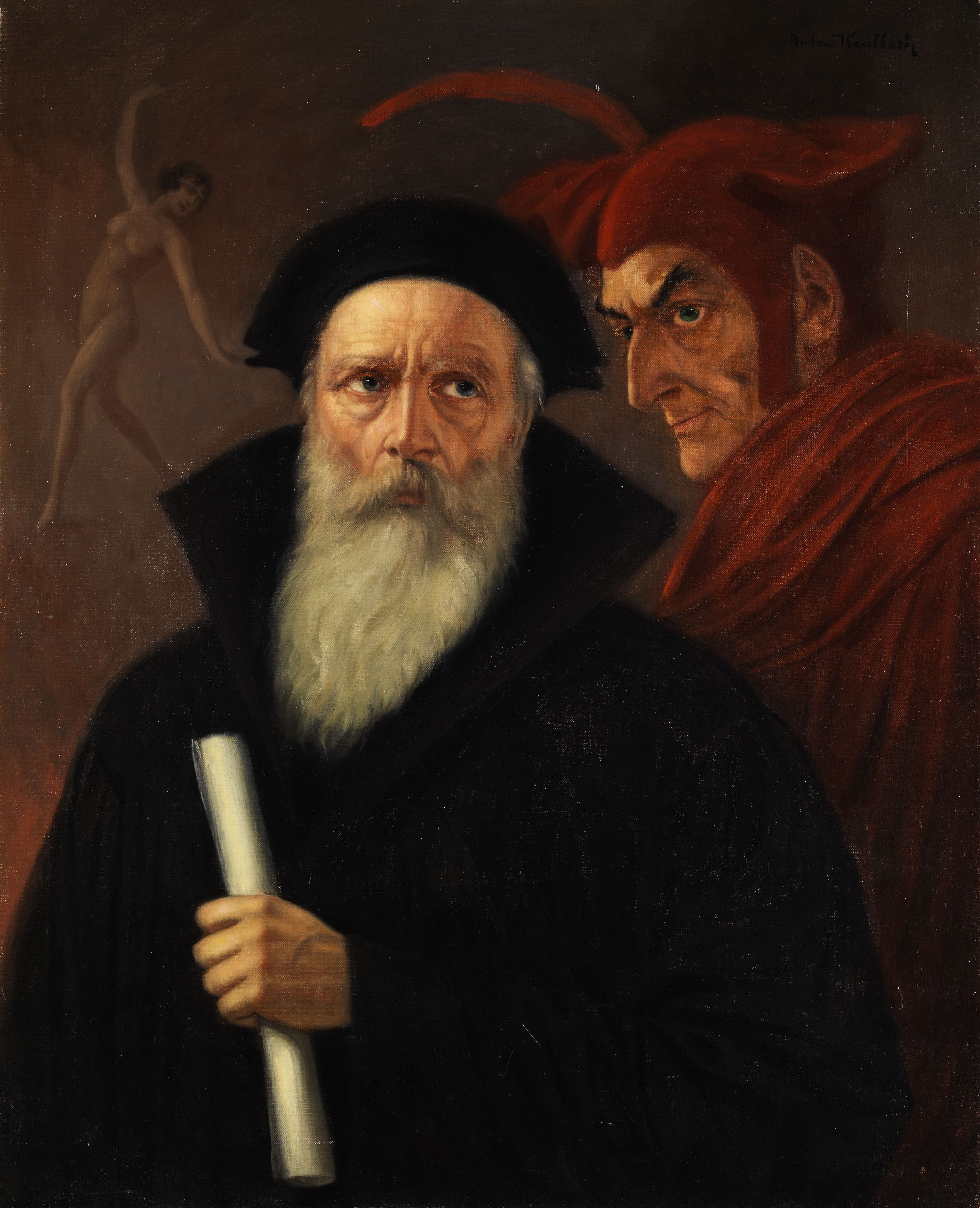
Il dottor Faust e Mefistofele

Il cane disturba, però, le sue meditazioni, ringhiando e gonfiandosi in maniera innaturale. Faust rivolge contro di lui lo scongiuro dei quattro elementi (Salamandra, Ondina, Silfide e Coboldo) che non sortisce, però, alcun effetto perché l'animale non è posseduto da un elementale, bensì da uno spirito infernale. Esplodendo, fa allora la sua comparsa Mefistofele, in veste di «chierico vagante». Si presenta come lo «spirito che nega», cioè che distrugge e non tollera la nascita e la vita. Mefistofele, mentre Faust cerca di trattenerlo, vorrebbe andarsene per tornare in seguito. Tuttavia, è impossibilitato a uscire perché sulla soglia è tracciato il pentagramma, cioè il sigillo di Salomone simbolo di Cristo. Un topo viene indotto a rosicchiarlo, e così Mefistofele può andar via.
Mefistofele ritorna nella scena seguente e propone a Faust di fargli «sperimentare la leggerezza e libertà della vita». Faust dapprima oppone resistenza, maledicendo il peso della vita umana, col suo carico di sogni, di amore, speranza, fede, e soprattutto pazienza, che adulano l'anima. Di fronte all'insistenza di Mefistofele, tuttavia, accetta di stringere un patto: il diavolo lo servirà con i suoi poteri magici per un determinato periodo, alla fine del quale però, solo se egli godrà al punto tale che «dirò all'attimo: sei così bello! fermati!» il diavolo prenderà l'anima di Faust, che sarà dannato in eterno. Ma a lui, del resto, dell'aldilà interessa ben poco, una volta abbandonato questo mondo da cui soltanto sgorgano le sue gioie. Mefistofele, consapevole che se nessuna gioia soddisferà Faust egli continuerebbe comunque a dannarsi, gli fa firmare il patto col sangue e lo invita a godere finalmente della gioia di vivere, smettendo di ingrigirsi nei suoi pensieri perché «chi filosofa è come un animale che un folletto malvagio fa girare in tondo su un campo disseccato, mentre intorno bei pascoli verdeggiano».
Facendosi beffe della cultura accademica, impelagata in rigidi formalismi, Mefistofele si traveste da Faust per ricevere uno studentello impacciato venuto nello studio del dottore a chiedergli consiglio su quale facoltà universitaria scegliere. Più che a «sudare per la scienza» lo invita a cogliere l'attimo, e ad imparare «a trattar le donne: i loro eterni ohi e ahi, che non finiscono mai, si curano tutti da un unico punto». Si congeda quindi da lui scrivendogli una dedica: «Eritis sicut Deus, scientes bonum et malum».
La prima tappa della nuova vita che Mefistofele ha promesso di far godere a Faust è una taverna di Lipsia, la cantina di Auerbach, dove quattro bevitori, anziane matricole universitarie, fanno baldoria pervasi dall'ebbrezza del vino. Faust però assiste annoiato alla scena, mentre Mefistofele si prende gioco di loro facendo magicamente zampillare del vino che poi cadendo a terra prende fuoco.
Allontanatisi a cavallo di una botte Mefistofele conduce Faust nell'antro di una famiglia di Gatti mammoni. Qui, servendosi dell'aiuto di una strega che fuoriesce da un pentolone, ordina che a Faust venga somministrato un filtro per farlo ringiovanire. Nel prepararlo la strega declama la filastrocca dei numeri: «Devi capire! Da Uno fai Dieci, il Due lascialo andare, il Tre prendilo subito, così sei ricco. Il Quattro lascialo perdere! Poi con il Cinque e il Sei, dice la strega, fai Sette e Otto, così è perfetto. Il Nove è Uno, il Dieci è nessuno. E questa è la filastrocca delle streghe». La pozione viene quindi fatta bere a Faust, la cui attenzione è rivolta però a un'immagine di donna riflessa da uno specchio.

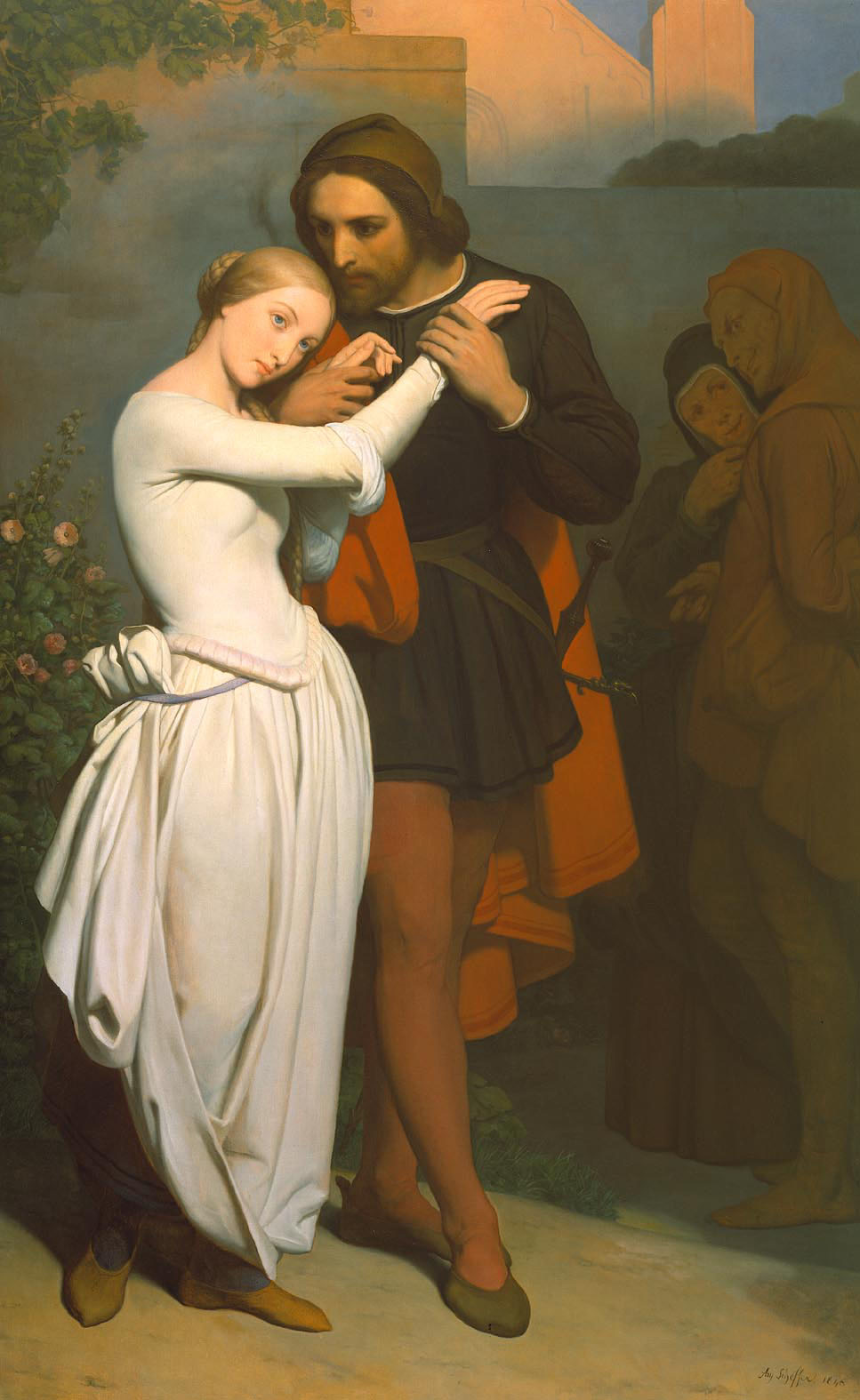
Margherita sedotta da Faust

Le scene seguenti coincidono col nucleo centrale dell'Urfaust rimasto pressoché inalterato. Faust, diventato un giovane cavaliere, si avvale del patto con Mefistofele per sedurre una ragazza bella e innocente, Margherita, di cui si è invaghito al primo sguardo. Nonostante Mefistofele non abbia alcun potere su di lei, essendo «una creatura tutta innocenza» che è appena andata a confessarsi per peccati da nulla, il diavolo cerca di accontentare Faust ricorrendo ad espedienti d'astuzia.
Per prima cosa lo fa introdurre in casa di Margherita che è appena uscita. Respirando il senso di ordine, pace e contentezza emanato dalla sua camera da letto, Faust, che era impaziente di «godere subito», si sente «sciogliere in un sogno d'amore». Poco prima che lei ritorni Mefistofele chiude nell'armadio uno scrigno pieno di gioielli preziosi come dono che Faust gli aveva chiesto per Margherita, quindi entrambi scappano via. Dopo essersi svestita cantando la canzone del Re di Thule, storia di un amore infelice, Margherita scopre con stupore lo scrigno nell'armadio. In seguito Mefistofele diventa furioso raccontando che i gioielli sono finiti nelle mani di un prete, a cui l'ha donato la madre di Margherita. Faust allora gliene chiede degli altri.
Secondo un piano ideato da Faust, Mefistofele si reca dalla vicina di casa di Margherita, di nome Marta, che si sta lamentando per essere stata abbandonata dal marito, scomparso anni prima. Mefistofele s'imbatte anche in Margherita, incredula per aver trovato nel suo armadio dei nuovi gioielli ancora più belli dei precedenti. Fingendosi un forestiero Mefistofele riporta a Marta delle notizie inventate su suo marito, il signor Schwerdtlein, raccontando che è morto ed è stato sepolto a Padova vicino alla basilica di Sant'Antonio. Prendendosi gioco di lei aggiunge che il marito, avendo sperperato le sue fortune in giro per l'Italia, non le ha lasciato nulla, tranne la richiesta di «far cantare per lui trecento messe». Poiché Marta gli chiede un documento che ne attesti la morte, Mefistofele promette di tornare quella sera con un testimone «assai distinto» in grado di deporre davanti al giudice. Mefistofele pensa chiaramente a Faust, che tuttavia, dopo essere stato messo al corrente delle sue intenzioni, subito si rifiuta all'idea di testimoniare il falso. È costretto però a cedere quando Mefistofele gli ricorda che non sarebbe la prima volta che mente, domandandogli se non ingannerà allo stesso modo anche Greta, cioè Margherita, «giurandole un amore senza fine».
Così quella sera, in giardino, Faust si ritrova a passeggiare a braccetto con Greta, che sfogliando i petali di una margherita esclama «mi ama!», al che lui le giura un amore senza fine. Mefistofele invece tiene impegnata Marta fingendo di non capire i suoi approcci amorosi. Più tardi Margherita, rimasta sola, si domanda cosa Faust ci trovi in lei, essendo soltanto «una povera ignorante».
In seguito alla sua relazione segreta con Faust Margherita rimane incinta e la sua vita è distrutta e disonorata: la madre muore accidentalmente a causa di un sonnifero procuratole da Faust, il fratello perde la vita in un duello con Mefistofele e la maledice in punto di morte. La donna impazzisce e in uno scatto di ira e disperazione affoga il figlioletto appena nato e viene condannata alla pena di morte. Invocando il perdono di Dio, ella otterrà tuttavia la salvezza eterna.

### Seconda parte
Conclusa l'esperienza amorosa, Faust si volge al "gran mondo" della corte imperiale, dove sperimenta le seduzioni del potere, della ricchezza e della gloria terrena. Tutto ciò però non lo soddisfa ancora.
Faust seduce e viene sedotto da Elena di Troia. Hanno un figlio, Euforione (nel mito, figlio di Elena e Achille), destinato però a morire giovinetto. In seguito, preso da nostalgia e rimorsi (ripensa a Margherita, Elena ed Euforione) Faust si stabilisce in un appezzamento costiero, da cui fa espellere due anziani, Filemone e Bauci, provocandone così la morte non voluta. È oramai vecchio, stanco e pieno di rimorsi e Angoscia, detta anche Cura (un diavolo che personifica la depressione) lo tenta continuamente, e per farlo cadere nello sconforto lo priva della vista. Ma Faust non si abbatte neanche nella cecità. Immaginando un futuro roseo dove un popolo laborioso e libero avrebbe realizzato grandi opere per la propria felicità, Faust afferma che, se fosse vissuto tanto da vederlo, avrebbe desiderato che quell'attimo si fermasse:
(Faust, subito prima di morire. Faust. Urfaust, trad. e cura di Andrea Casalegno, vol. II, pp. 1040-1041)
Mefistofele non capisce, e crede che Faust stia davvero chiedendo a quell'attimo di fermarsi. Fa morire perciò Faust, convinto di aver vinto la scommessa. Vedendo come l'ardore di Faust sia stato sconfitto infine dal tempo («è passato!»), esclama:
(Mefistofele. Faust. Urfaust, trad. e cura di Andrea Casalegno, vol. II, pp. 1042-1043)
Mefistofele reclama l'anima di Faust, che però sale al cielo per il suo costante impegno a favore del bene e della società. Nel finale, un angelo spiega il motivo per il quale Faust è stato salvato: la sua continua aspirazione all'infinito.
Faust viene quindi salvato per grazia di Dio grazie alla sua costante ricerca del Supremo nella forma dell'Eterno Femminino.

## Edizioni italiane
- Fausto. Tragedia di Volfango Goethe, trad. di Giovita Scalvini e Giuseppe Gazzino, Le Monnier, Firenze, 1857;
  - Fausto, trad. Giovita Scalvini, due volumi, Sonzogno, Milano 1882-83 e 1905-06; come Faust, Einaudi, Torino 1953
- Fausto. Tragedia di W. Goethe, trad. di F. Persico, Stamperia del Fibreno, Napoli, 1861
- Fausto. Tragedia di Wolfgango Goethe, trad. di Andrea Maffei, due volumi, Le Monnier, Firenze, 1869
- Fausto. Parte Prima. Erminio e Dorotea di Wolfgango Goethe, trad. di Anselmo Guerrieri Gonzaga, Le Monnier, Firenze, 1873
- Fausto. Tragedia del Goethe, trad. di G. Biagi, Sansoni, Firenze, 1900
- Johan Wilhelm von Goethe, Faust. Prima parte, trad. di G. E. Vellani, Cogliati, Milano, 1927
- Johann Wolfgang Goethe, Il Faust, due volumi: vol. I Versione, pp. 326 + vol. II Commento, pp. 423, versione integra dell'edizione critica di Weimar, Introduzione e trad. e commento di Guido Manacorda, Mondadori, Milano, 1932-45; Collana I Classici Contemporanei, pp. 774, Mondadori, Milano, 1949; ora in Faust, con un saggio introduttivo di Thomas Mann, testo tedesco a fronte, nota al testo di Giulio Schiavoni, Collana Classici, BUR, Milano, 2005-2013, ISBN 978-88-17-06698-3.
- Volfango Goethe, Faust. Tragedia, traduzione di Cristina Baseggio, Facchi, Milano, 1923; Urfaust. Il "Faust" nella sua forma originaria, Introduzione e trad. e commento a cura di C. Baseggio, Collana I Grandi Scrittori Stranieri n.20, pp. 224, UTET, Torino, 1932-1944
- Faust. Parte I, trad. di Liliana Scalero, P. Maglione, Roma, 1933; come Il primo Faust, BUR nn. 39-40, Milano, Rizzoli, 1949, pp. 190; Il secondo Faust, ivi (BUR n. 339-341), 1951, pp. 371.
- Faust, trad. di Vincenzo Errante, due volumi: vol. I pp. 310 + vol. II pp. 476., Sansoni, Firenze, 1941-1942
- Faust, trad. di Enzio Cetrangolo, pp. 278, Federici Editore, Pesaro, 1942 [scelta]
- Faust, introduzioni di Mario Apollonio, note di Renato Maggi, Milano, Bietti.
- Il Faust. Versione d'arte con testo critico di Weimar a fronte, introduzione e commento a cura di Guido Manacorda. Vol. I, Collana Sansoniana Straniera, pp. 424, Sansoni, Firenze, 1949
- Volfango Goethe, Faust, trad. e prefazione e note di Barbara Allason, pp. 450, Francesco De Silva, Torino, 1950, poi Faust, Introduzione di Cesare Cases, Collana NUE n.53, pp. 377, Einaudi, Torino, 1965, ISBN 88-06-00331-3
- Faust, trad. di Giovita Scalvini, Collana Universale n.16, Einaudi, Torino, I ed. 1953 - II ed. riveduta su nuovi documenti, pp. 179, 1960;  Giovita Scalvini. La traduzione del Faust di Goethe, a cura di B. Mirisola, Collana Biblioteca morcelliana, Brescia, Morcelliana, 2012
- Faust. Urfaust, versione integrale, due volumi, Introduzione e note a cura di Giovanni Vittorio Amoretti, Collana I Grandi Scrittori Stranieri, pp. 459, UTET, Torino, 1950 - pp. 532, 1959 - pp. 588, 1975; in Faust e Urfaust, Collana UEF n.500-501, Milano, Feltrinelli, 1965; ora in Collana Universale Economica. I Classici n.2018-2019, 2001-2014, Feltrinelli, ISBN 978-88-07-90068-6.
- Faust. Seconda parte, trad. di A. Buoso, Longo e Zoppelli, Treviso, 1962
- Faust, Introduzione, trad. e note a cura di Franco Fortini, testo tedesco a fronte, pp. 1180, Collana I Meridiani, Mondadori, Milano, 1970-2009 ISBN 978-88-04-08800-4; Collana Biblioteca n.18, due volumi, Mondadori, Milano, 1980-1987; Collana Grandi Classici, Oscar Mondadori, Milano, 1992-1997 - Collana Nuovi Classici, Oscar Mondadori, Milano, 2012 ISBN 978-88-04-52011-5
- Faust, a cura di M. Cometa, Collana Idola, Novecento,
- Faust, trad. di M. Veneziani, pp. 592, Schena Editore, 1984
- Faust, trad. di R. Hausbrandt, due volumi, Dedolibri, 1987
- Faust. Urfaust, traduzione e cura di Andrea Casalegno, introduzione di Gert Mattenklott, prefazione di Erich Trunz, Collana I Libri della Spiga, pp. 1462, Garzanti Libri, Milano, 1990-1995 ISBN 978-88-11-58648-7; prefazione di Italo Alighiero Chiusano, Collana i grandi libri n.545-546, Garzanti Libri, Milano, 1994-2012
- Faust. Testo tedesco, traduzione a fronte e commento di Vittorio Santoli. Prefazione di Fabrizio Cambi, pp. 472, edizioni aicc castrovillari; trad. di Vittori Santoli e V. Errante, Gulliver, Santarcangelo di Romagna, 1996
- Faust, trad. e note di Andrea Casalegno, illustrazioni di Eugène Delacroix, presentazione di Mario Luzi, Collana I Grandi Libri Illustrati, pp. 294, Le Lettere, Firenze, 1997 ISBN 978-88-7166-347-0

## Opere derivate

### Cinema
- Faust aux enfers di Georges Méliès (1903)
- Henri Andréani e David Barnett, Faust (1910)
- Faust diretto e interpretato da Edward Sloman (1915)
- Faust diretto da Challis Sanderson (1922)
- Faust (1926), regia di Friedrich Wilhelm Murnau
- La bellezza del diavolo (1949), regia di René Clair
- Faust (1960), regia di Gustaf Gründgens
- Il dottor Faustus (1967), regia di Richard Burton e Nevill Coghill
- Il mio amico il diavolo (1967), regia di Peter Cook e Dudley Moore
- Il fantasma del palcoscenico (1974), scritto e diretto da Brian de Palma
- Faust (1994), regia di Jan Švankmajer
- Fausto 5.0, regia di Álex Ollé
- Mephisto, regia di István Szabó
- Bedazzled (2000)
- Faust, Love of the Damned (2001), regia di Brian Yuzna
- Faust (2011), scritto e diretto da Aleksandr Sokurov